# Conciergerie
Conciergerie hay tên cũ là Palais de la Cité (Cung điện của thành phố) là một công trình lịch sử nổi tiếng nằm trên đảo Île de la Cité thuộc sông Seine, Quận 1 thành phố Paris. Đây từng là dinh thự chính thức của vua Pháp từ thế kỷ 10 đến thế kỷ 14 và sau đó là nhà tù quốc gia từ năm 1392. Trong thời gian Cách mạng Pháp, Conciergerie là nơi giam giữ, kết án và tử hình nhiều nhân vật lịch sử nổi tiếng như Maria Antonia của Áo, Antoine Lavoisier, Maximilien Robespierre. Sau Cách mạng, đây tiếp tục là nơi giam giữ nhiều tù nhân nổi tiếng như Michel Ney, Georges Cadoudal và Louis-Napoléon Bonaparte. Hiện nay phần lớn diện tích của Conciergerie vẫn được tòa án Pháp sử dụng, phần còn lại được mở cửa cho công chúng tham quan, đây là một trong những điểm thu hút khách du lịch hàng đầu của thủ đô Paris.

## Tên gọi
Trong tiếng Pháp, concierge có nghĩa là người gác cổng, hoặc người phụ trách thắp nến (chandelle hay cierge) trong cung điện. Xuất phát từ đó, conciergerie ban đầu có nghĩa là nghề gác cửa hoặc chỗ ở của người gác cửa, nghĩa của từ này sau được mở rộng dùng để chỉ nhà tù hoặc nơi giam giữ phạm nhân.

## Lịch sử

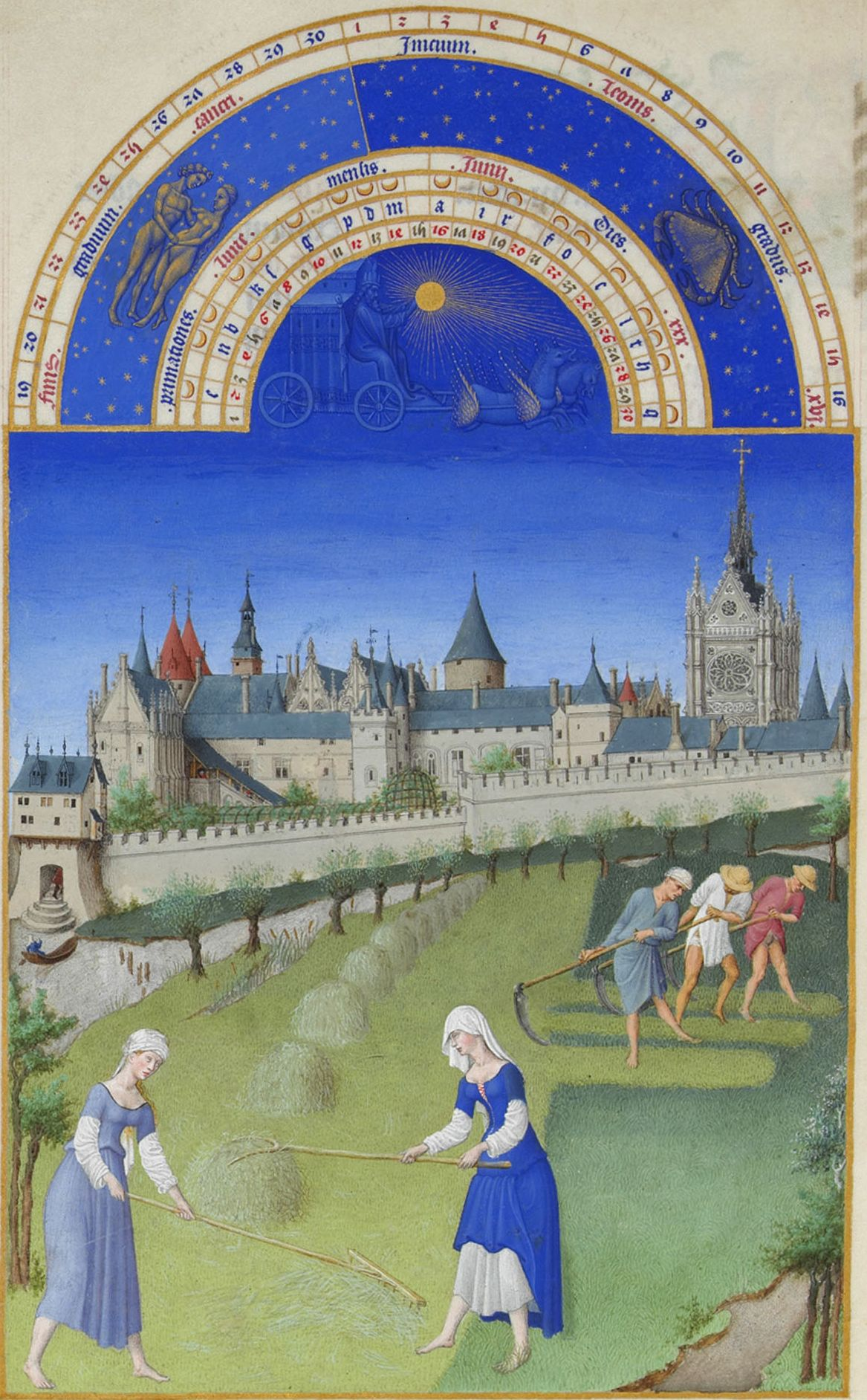
Palais de la Cité, hình mình họa trong sách Très Riches Heures du Duc de Berry

### Palais de la Cité
Conciergerie, với tên ban đầu Palais de la Cité, được xây dựng để làm nơi ở của các bá tước Paris. Cung điện này đã từng là nơi ở của Eudes I, Hugues Capet và Robert II. Từ năm 1242 đến năm 1248 vua Saint-Louis đã cho xây dựng nhà nguyện Sainte-Chapelle nổi tiếng bên trong Palais de la Cité.
Cung điện được xây dựng lại hoàn toàn dưới thời vua Philippe IV, công trình được khởi công năm 1313 bao gồm việc xây mới một tòa nhà dọc theo bờ sông Seine và củng cố lại các tòa tháp canh có từ trước là tour d'Argent (tháp Bạc hoặc Tiền, vì đây từng là nơi cất giữ ngân khố của hoàng gia), tour César (tháp César, vì tháp này được xây trên nền móng có từ thời La Mã) và tour Bombec (tháp Bombec hay Bon-Bec - Già mồm, vì nơi đây từng là chỗ tra tấn và hỏi cung dưới thời vua Philippe IV). Ở cánh phía Đông giáp phố Barillerie, cung điện được cải tạo và hoàn chỉnh, ở cánh phía Tây người ta xây dựng thêm các khu vườn. Nhiều phòng rộng được xây dựng ở phía Bắc và phía Nam của cung điện gồm:
- Salle des Gardes: phòng cho lính gác, có tác dụng như một phòng đợi
- Grand-Salle: phòng lớn với nhiều cột và được trang trí cầu kì, nơi diễn ra các buổi tiếp tân và các bữa ăn
- Salle des Gens d'armes: phòng cho giới quân sự, đây là một trong những gian phòng lớn nhất thời Trung Cổ còn lại đến ngày nay. Nó có chiều dài 64 m, rộng 27,5 m, cao 8,5 m và được xây dựng trong 11 năm từ năm 1302 đến năm 1313. Sức chứa của phòng này có thể lên tới 2000 người.

Khoảng năm 1350, vua mới Jean II cho xây dựng ở cánh cung điện một tòa nhà hình vuông để làm khu bếp của hoàng gia. Một ngọn tháp mới, Tour de l'Horloge (Tháp Đồng hồ), cũng được xây dựng, đây là nơi đặt chiếc đồng hồ công cộng đầu tiên của nước Pháp. Năm 1585 chiếc đồng hồ này được thay thế bằng chiếc đồng hồ của Germain Pilon, đây là chiếc vẫn còn chạy cho đến ngày nay.

### Conciergerie và Cách mạng Pháp

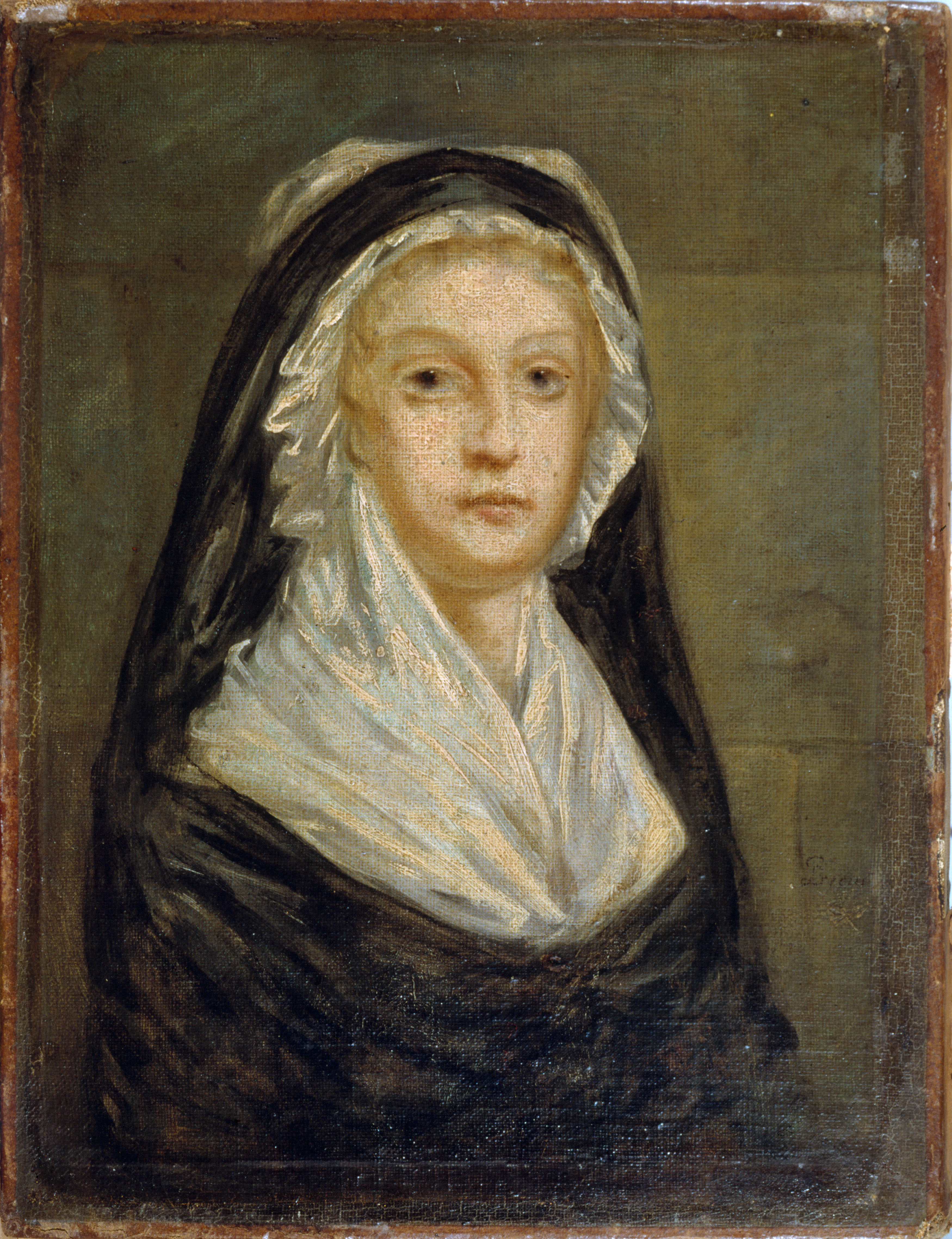
Maria Antonia của Áo, chân dung được vẽ trong Conciergerie vài ngày trước khi bà bị tử hình

Sau khi con của Jean II là vua Charles V lên ngôi, Palais de la Cité không còn là nơi ở của hoàng gia Pháp nữa. Nơi đây bắt đầu được chuyển dần thành một nhà tù quốc gia ở ngay trung tâm thủ đô Paris với cái tên mới Conciergerie.
Ngày 6 tháng 4 năm 1793, Tòa án Cách mạng (Tribunal révolutionnaire, tòa án được lập ra trong thời kì Cách mạng Pháp) được đặt ở tầng 2 của Conciergerie trong căn phòng cũ của Nghị viện Paris. Đây cũng là nơi đặt phòng làm việc của công tố viên Fouquier-Tinville. Toàn bộ tù phạm đang chờ xét xử trong các nhà tù khác ở Paris và một số tỉnh được chuyển về Conciergerie, những người nào bị kết tội tử hình đều bị dẫn thẳng từ phòng xử án ra phòng rửa tội trước khi bị dẫn ra máy chém. Vì hình thức xử án khốc liệt này mà Conciergerie còn được gọi là Phòng đợi cái chết (Antichambre de la mort), trong số những người đã phải qua "phòng đợi" này có những nhân vật lịch sử nổi tiếng như vương hậu Maria Antonia của Áo, Charlotte Corday, Manon Roland, Georges-Jacques Danton, Chrétien-Guillaume de Lamoignon de Malesherbes, Antoine Lavoisier, và Maximilien Robespierre.
Trong thời kì này, Salle des Gardes trở thành nơi giam giữ và phân loại tù phạm trước khi tống họ vào ngục. Grand Préau (sân lớn), nơi đặt khu vườn trước đây của nhà vua, trở thành khu dừng chân của tù phạm. Salle de la toilette (phòng vệ sinh) trở thành nơi tập hợp các tử tù trước khi ra pháp trường. Họ bị tước hết các vật dụng cá nhân để xung vào công quỹ. Một nơi khác cũng dùng làm phòng tập hợp tử tù trước khi ra pháp trường là nhà nguyện cũ của hoàng gia, tại đây vào đêm ngày 29 tháng 10 năm 1793, 21 người Girondin đã tập hợp tại đây trước khi bị tử hình.

### Sau Cách mạng Pháp
Trong thế kỷ 19, Conciergerie tiếp tục là nhà tù quốc gia, nơi giam giữ nhiều nhân vật nổi tiếng như Michel Ney, Georges Cadoudal và Louis-Napoléon Bonaparte. Từ năm 1914, khu nhà này được xếp hạng di tích lịch sử quốc gia Pháp và không còn được dùng làm nhà tù nữa. Hiện nay phần lớn diện tích của Conciergerie vẫn được tòa án Pháp (Palais de justice de Paris) sử dụng, phần còn lại được mở cửa cho công chúng tham quan, đây là một trong những điểm thu hút khách du lịch hàng đầu của thủ đô Paris.

## Hình ảnh

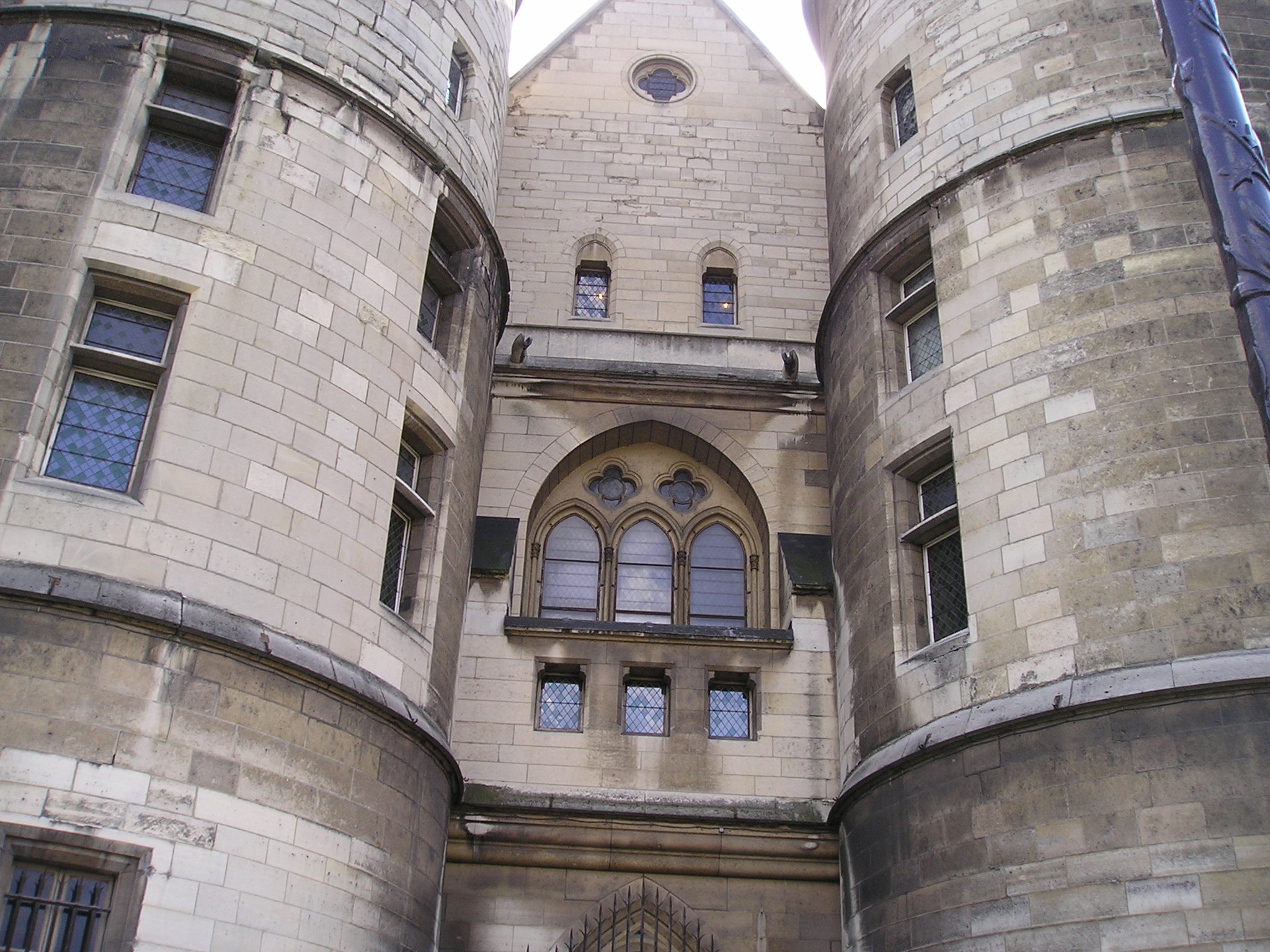
Cận cảnh tòa nhà
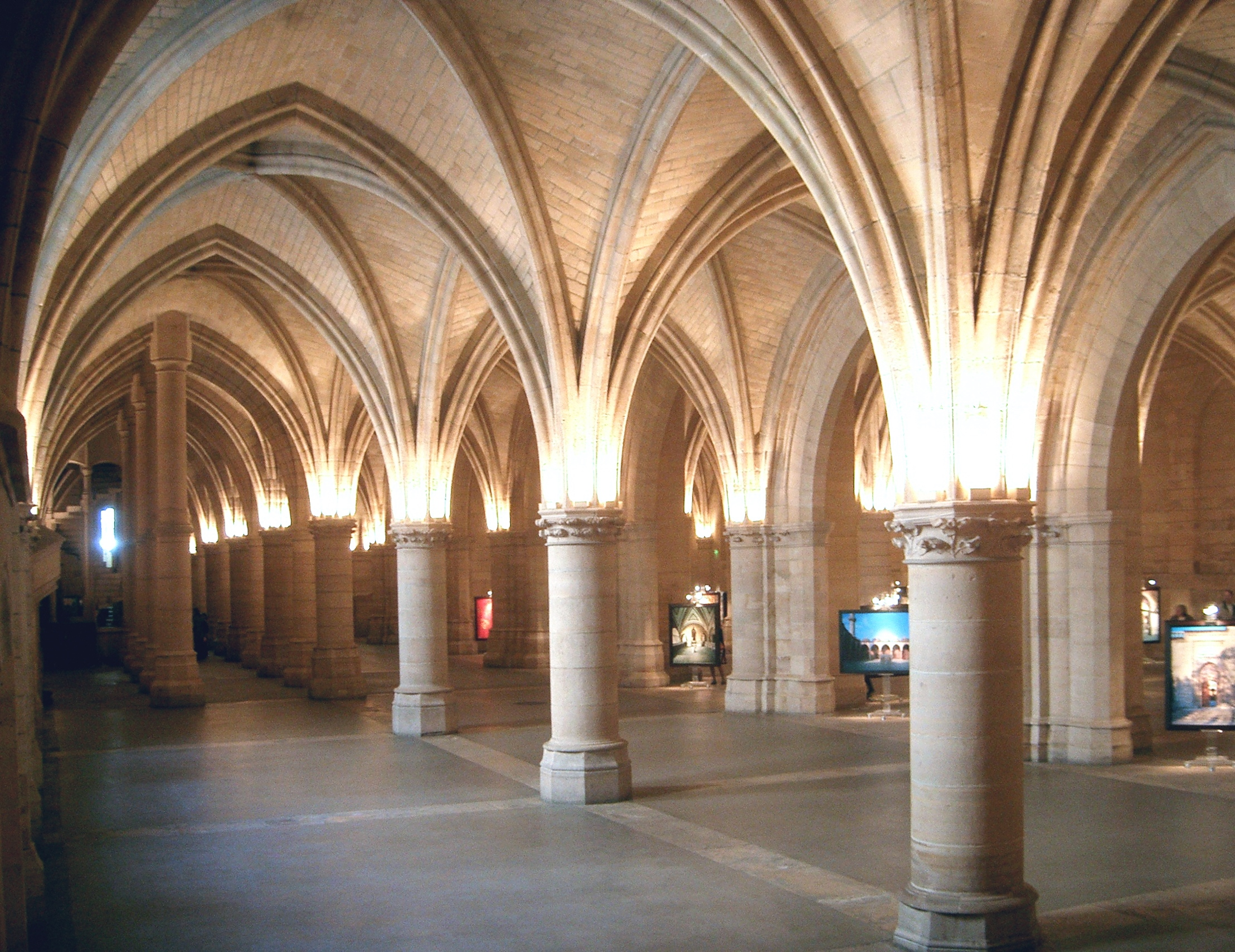
Salle des Gens d'armes
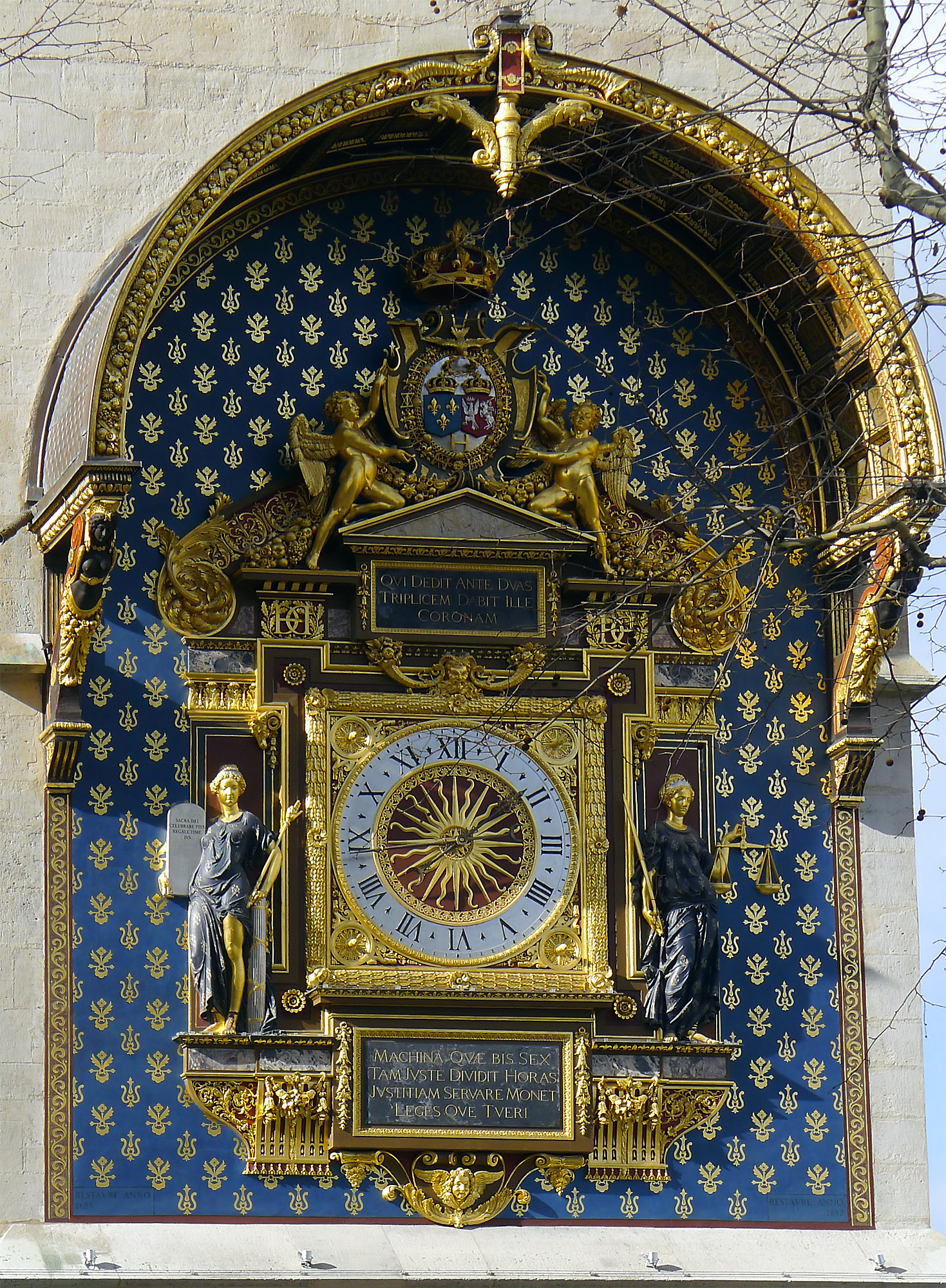
Chiếc đồng hồ trên Tour de l'Horloge
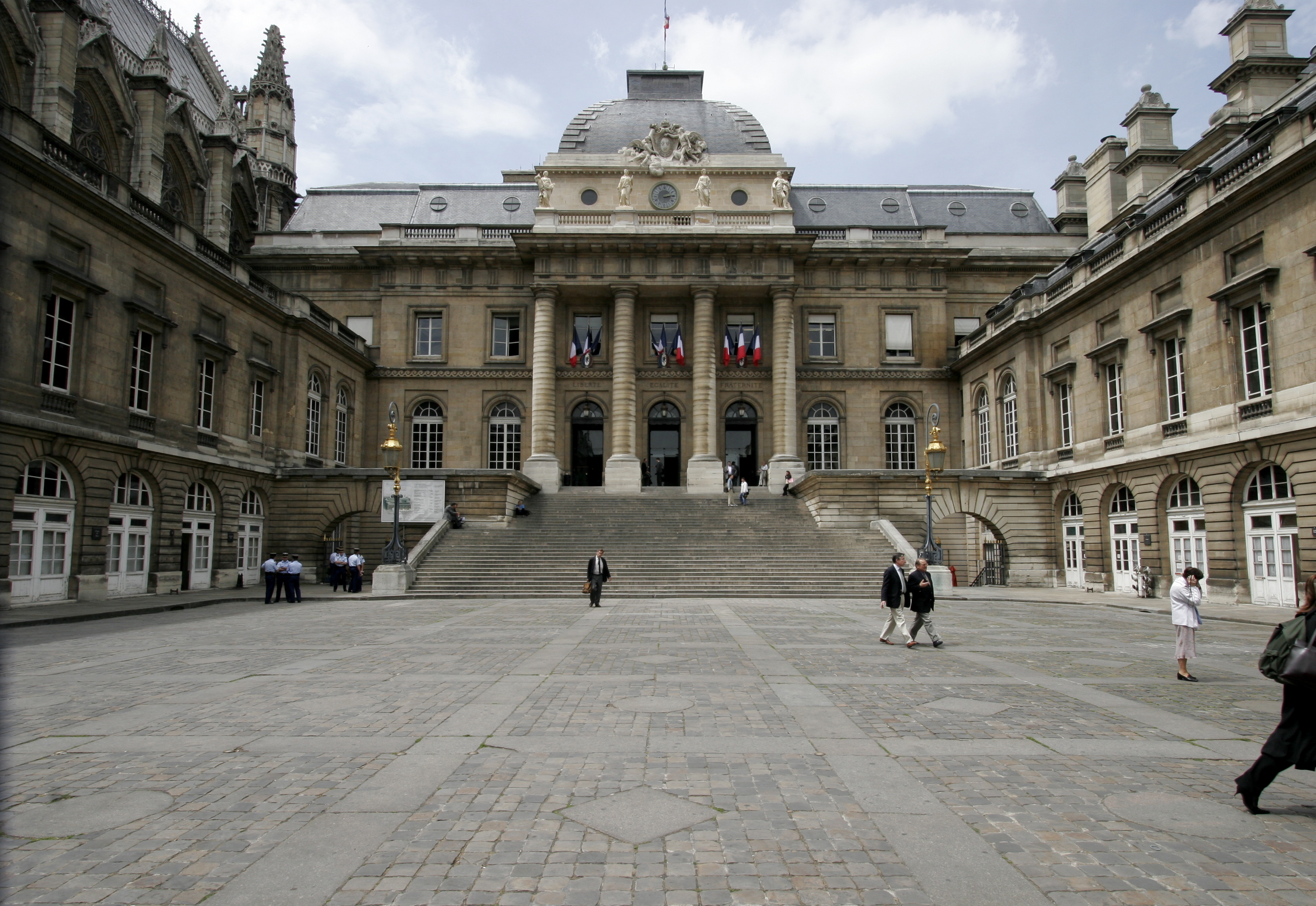
Sân giữa của Palais de Justice hiện nay, nơi từng kết án tử hình nhiều người trong thời gian Cách mạng Pháp